# Thymus eriocalyx
Thymus eriocalyx — вид рослин родини глухокропивові (Lamiaceae), поширений у Ірані, Іраку, Туреччині.

## Поширення
Поширений у Ірані, Іраку, Туреччині.